# Anisodontosaurus
Anisodontosaurus is een geslacht van uitgestorven trilophosauride allokotosauriërs bekend uit de Moenkopiformatie uit het Midden-Trias (late Anisien) van Arizona. 

## Naamgeving
De typesoort Anisodontosaurus greeri werd benoemd en beschreven in 1947 door Samuel Paul Welles. De geslachtsnaam betekent 'sauriër met ongelijke tanden'. De soortaanduiding eert de fossielenjager Pratt Greer.
Het holotype, een linkeronderkaak gecatalogiseerd als UCMP V3922, werd in 1940 ontdekt in de Holbrook Quarry en zeven jaar later beschreven. Afgezien van het type-exemplaar is Anisodontosaurus bekend van het toegewezen exemplaar UCMP 37815, een rechterdarmbeen en MNA.V.1478, een rechterbovenkaaksbeen gemeld in 2022. Bij de gelegenheid werd het darmbeen weer uit het hypodigma verwijderd omdat niet bewezen kan worden dat het bij de kaken hoort. Een door Welles toegewezen quadratum bleek al eerder dat van een coelacanth te zijn.

## Beschrijving
Anisodontosaurus werd naar schatting een kleine meter lang.
Het gebit is onderscheidend. Vooraan bevindt zich een reeks kleinere tanden met één knobbel gevolgd door een serie van drie tot vier premolariforme tanden met drie knobbels, overdwars verbreed met een 8-profiel op het occlusievlak bekeken. De tandenrij wordt afgesloten door een enkele molariform.

## Fylogenie
De taxonomische plaatsing was grotendeels onbekend (geplaatst binnen de Eosuchia door Welles in 1947) totdat het holotype opnieuw werd beoordeeld in 1998, toen het werd gevonden als een lepidosauromorf of een trilophosauride. Die laatste positie werd bevestigd in 2022.